# Dział (województwo małopolskie)

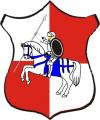
Nieoficjalny herb wsi Dział

Dział – wieś w Polsce, położona w województwie małopolskim, w powiecie nowotarskim, w gminie Czarny Dunajec.
| SIMC    | Nazwa       | Rodzaj    |
| ------- | ----------- | --------- |
| 0421753 | Bobkówka    | część wsi |
| 0421760 | Cholewówka  | część wsi |
| 0421776 | Jantołówka  | część wsi |
| 0421782 | Jędrzejówka | część wsi |
| 0421799 | Sołtysia    | część wsi |
| 0421807 | Stary Jaz   | część wsi |

Wieś królewska, położona w drugiej połowie XVI wieku w powiecie sądeckim województwa krakowskiego, należała do tenuty nowotarskiej. W latach 1975–1998 miejscowość administracyjnie należała do województwa nowosądeckiego.